# Heteroplectron americanum
Heteroplectron americanum là một loài Trichoptera trong họ Calamoceratidae. Chúng phân bố ở miền Tân bắc.